# XZ Tauri
XZ Tauri (XZ Tau) è un sistema binario o triplo visibile nella costellazione del Toro. È associato alla Nube del Toro-Auriga, una delle regioni di formazione stellare più prossime al sistema solare.

## Caratteristiche

Animazione del super-brillamento avvenuto nel 2000 e dell'espansione della bolla che circonda il sistema.

Il sistema è formato da due stelle T Tauri che orbitano intorno ad un baricentro comune ad una distanza di circa 6 miliardi di chilometri (42 UA, circa la stessa distanza che ha mediamente Plutone dal Sole).
L'osservazione del sistema nelle onde radio nel 2009 ha risolto una delle due componenti del sistema in un ulteriore sistema binario, le cui componenti sono separate da una distanza di 13 UA; XZ Tauri sarebbe dunque un sistema triplo.
La coppia di astri è stata studiata per un periodo di due anni, dal 2015 al 2017, in onde sub-millimetriche con il radiotelescopio ALMA. Il sistema binario grazie all'alta risoluzione dei movimenti stellari osservati è stato utilizzato come modello di studio per l'origine dei sistemi binari e dei pianeti in formazione in tali ambienti. In particolare si è evidenziato un movimento della stella Xz Tau B di 3,4 unità astronomiche intorno a Xz Tau A e un disallineamento dei dischi protoplanetari delle due stelle ed un diverso piano orbitale tra i due sistemi stellari.

### La bolla di gas
A circa 96 miliardi di chilometri dalla coppia si estende una bolla di gas caldo ad una temperatura di circa 10.000 K, generata dall'espulsione sotto forma di getti di gas dalle due stelle, cosa assai frequente in stelle in questo stadio evolutivo. Le porzioni più esterne della bolla si allontanano dal sistema ad una velocità di circa 540.000 km/h, tipica dei getti polari delle stelle T Tauri; questo dato, associato alle dimensioni della bolla, suggeriscono che si sia formata appena 30 anni fa, un tempo irrisorio se confrontato con l'intero ciclo di vita di una stella. Le immagini riprese dal telescopio spaziale Hubble mostrano una seconda bolla in espansione alla base della prima, segno che sporadicamente si verificano ulteriori eruzioni di materia; episodi di questo genere particolarmente luminosi vengono registrati dai telescopi di Terra, come quello avvenuto nel 2000 che ha dato origine alla seconda bolla. La causa di quest'eruzione potrebbe essere correlata al passaggio al periastro della probabile terza componente del sistema scoperta nelle onde radio.
La bolla mostra nell'arco del tempo numerosi cambiamenti, dovuti alla sua espansione e al raffreddamento del suo bordo, che consente ai nuclei atomici dell'idrogeno e del zolfo, totalmente ionizzati, di ricombinarsi con gli elettroni.

## Ambiente galattico

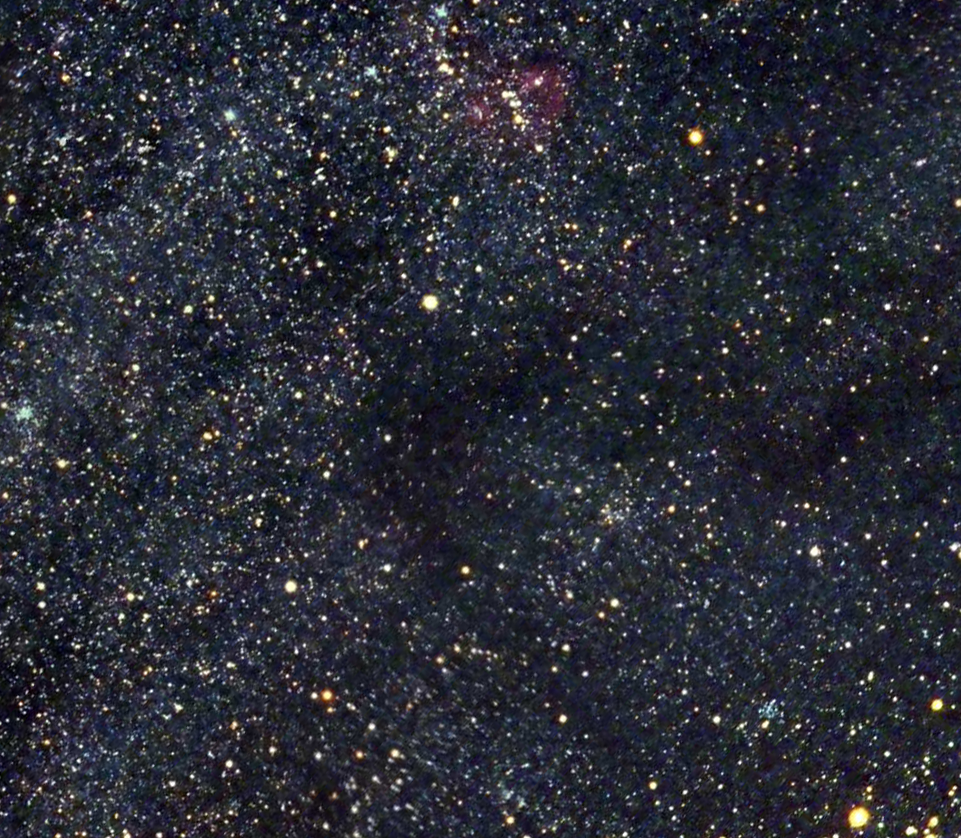
La Nube del Toro.

XZ Tauri è contenuta all'interno della Nube del Toro, una regione del Braccio di Orione composta principalmente da grandi aggregati di nebulose oscure, ben evidenti in quanto oscurano la luce delle stelle della nostra Galassia in direzione delle costellazioni del Toro (da cui prende il nome) e dell'Auriga. All'interno della nube sono in atto numerosi fenomeni di formazione stellare, riguardanti prevalentemente le stelle di massa media e medio-piccola.
Il complesso si trova a una distanza di circa 450 anni luce da noi; a differenza di altri vasti complessi nebulosi, questa nube non appare illuminata e dunque visibile poiché nelle sue vicinanze non sono presenti stelle giovani e calde che ne eccitino e ionizzino i gas (nel qual caso si sarebbe trattato di una regione H II), restando dunque neutri. Nella regione sono presenti, oltre a XZ Tauri, diverse altre stelle T Tauri, tra cui la celebre T Tauri, prototipo della classe, e numerosi oggetti di Herbig-Haro, come HH 152, cui XZ Tau è associato.

### Libri
- (EN) Martin Schwarzschild, Structure and Evolution of the Stars, Princeton University Press, 1958, ISBN 0-691-08044-5.
- AA.VV, L'Universo - Grande enciclopedia dell'astronomia, Novara, De Agostini, 2002.
- J. Gribbin, Enciclopedia di astronomia e cosmologia, Milano, Garzanti, 2005, ISBN 88-11-50517-8.
- W. Owen, et al, Atlante illustrato dell'Universo, Milano, Il Viaggiatore, 2006, ISBN 88-365-3679-4.
- J. Lindstrom, Stelle, galassie e misteri cosmici, Trieste, Editoriale Scienza, 2006, ISBN 88-7307-326-3.
- C. Abbondi, Universo in evoluzione dalla nascita alla morte delle stelle, Sandit, 2007, ISBN 88-89150-32-7.

### Carte celesti
- Tirion, Rappaport, Lovi, Uranometria 2000.0 - Volume II - The Southern Hemisphere to +6°, Richmond, Virginia, USA, Willmann-Bell, inc., 1987, ISBN 0-943396-15-8.
- Tirion, Sinnott, Sky Atlas 2000.0 - Second Edition, Cambridge, USA, Cambridge University Press, 1998, ISBN 0-933346-90-5.
- Tirion, The Cambridge Star Atlas 2000.0, 3ª ed., Cambridge, USA, Cambridge University Press, 2001, ISBN 0-521-80084-6.